# Чемпионат Франции по волейболу среди мужчин
Чемпионат Франции по волейболу среди мужчин — ежегодное соревнование мужских волейбольных команд Франции. Проводится с 1938 года.
Соревнования проводятся в пяти дивизионах — Лиге А, Лиге В, 1-й, 2-й и 3-й лигах. 2-я и 3-я лига разделены на группы. Организатором чемпионатов в Лигах А и В вляется Национальная волейбольная лига (Ligue Nationale de Volley-balle).

## Формула соревнований (Лига А)
Чемпионат 2024/25 в Лиге А проходил в два этапа — предварительный и плей-офф. На предварительной стадии команды играли в два круга. 8 лучших вышли в плей-офф и далее по системе с выбыванием определили финалистов, которые разыграли первенство. Серии матчей плей-офф проводились до трёх (четвертьфинал) и до двух (полуфинал и финал) побед одного из соперников. 
За победы со счётом 3:0 и 3:1 команды получают 3 очка, 3:2 — 2 очка, за поражение со счётом 2:3 — 1 очко, 0:3 и 1:3 — 0 очков.
В чемпионате 2024/25 в Лиге А участвовали 13 команд: «Монпелье», «Шомон От-Марн» (Шомон), «Туркуэн Метрополь» (Туркуэн), «Тур», «Ницца», «Стад Пуатвен» (Пуатье), «Тулуза», «Канн» (Канны), «Пари Воллей» (Париж), «Араго де Сет» (Сет), «Нарбон», «Сен-Назер Атлантик» (Сен-Назер), «Ле-Плесси-Робинсон». Чемпионский титул выиграл «Тур», победивший в финальной серии «Стад Пуатвен» 2-0 (3:1, 3:0). 3-е место занял «Монпелье».

## Чемпионы
| - 1938 «Амикаль Спортив» Париж - 1939 «ВК де Франс» Париж - 1941 «Пари ЮК» Париж - 1942 «Расинг Клуб де Франс» Париж - 1942 «Расинг» Канны - 1943 «Пари ЮК» Париж - 1945 «Стад Франсэ» Париж - 1946 «Расинг Клуб де Франс» Париж - 1947 «Монпелье ЮК» Монпелье - 1948 «Расинг Клуб де Франс» Париж - 1949 «Монпелье ЮК» Монпелье - 1950 «Монпелье ЮК» Монпелье - 1951 «Монпелье ЮК» Монпелье - 1952 «Стад Франсэ» Париж - 1953 «Стад Франсэ» Париж - 1954 «Олимпик» Булонь-Бийанкур - 1955 «Олимпик» Булонь-Бийанкур - 1956 «Олимпик» Булонь-Бийанкур - 1957 «Стад Франсэ» Париж - 1958 «Стад Франсэ» Париж - 1959 БНКИ «Алжир» Алжир - 1960 «Стад Франсэ» Париж - 1961 «Стад Франсэ» Париж - 1962 «Пари ЮК» Париж - 1963 «Пари ЮК» Париж - 1964 «Расинг Клуб де Франс» Париж - 1965 «Аньер» Аньер-сюр-Сен - 1966 «Аньер» Аньер-сюр-Сен - 1967 «Пари ЮК» Париж - 1968 «Пари ЮК» Париж - 1969 «Расинг Клуб де Франс» Париж - 1970 «Расинг Клуб де Франс» Париж - 1971 «Расинг Клуб де Франс» Париж - 1972 «Монпелье ЮК» Монпелье - 1973 «Монпелье ЮК» Монпелье - 1974 «Стад Франсэ» Париж - 1975 «Монпелье ЮК» Монпелье - 1976 «Сен-Мюр» Сен-Мюри-Монтеймон - 1977 «Расинг Клуб де Франс» Париж - 1978 «Расинг Клуб де Франс» Париж - 1979 «Аньер» Аньер-сюр-Сен - 1980 «Аньер» Аньер-сюр-Сен - 1981 «Канн» Канны - 1982 «Канн» Канны | - 1983 «Канн» Канны - 1984 «Аньер» Аньер-сюр-Сен - 1985 «Гренобль» - 1986 «Канн» Канны - 1987 «Фрежюс» - 1988 «Фрежюс» - 1989 «Фрежюс» - 1990 «Канн» Канны - 1991 «Канн» Канны - 1992 «Фрежюс» - 1993 «Аньер» Аньер-сюр-Сен - 1994 «Канн» Канны - 1995 «Канн» Канны - 1996 «Пари ЮК» Париж - 1997 «Пари ЮК» Париж - 1998 «Пари ЮК» Париж - 1999 «Стад Пуатвен» Пуатье - 2000 «Пари Воллей» Париж - 2001 «Пари Воллей» Париж - 2002 «Пари Воллей» Париж - 2003 «Пари Воллей» Париж - 2004 «Тур» - 2005 «Канн» Канны - 2006 «Пари Воллей» Париж - 2007 «Пари Воллей» Париж - 2008 «Пари Воллей» Париж - 2009 «Пари Воллей» Париж - 2010 «Тур» - 2011 «Стад Пуатвен» Пуатье - 2012 «Тур» - 2013 «Тур» - 2014 «Тур» - 2015 «Тур» - 2016 «Пари Воллей» Париж - 2017 «Шомон От-Марн» Шомон - 2018 «Тур» - 2019 «Тур» - 2020 чемпионат не завершён, итоги не подведены - 2021 «Канн» Канны - 2022 «Монпелье» - 2023 «Тур» - 2024 «Сен-Назер Атлантик» Сен-Назер - 2025 «Тур» |

### Титулы
| Клуб                             | Победы |
| -------------------------------- | ------ |
| «Канн» Канны                     | 11     |
| «Тур»                            | 10     |
| «Пари ЮК» Париж                  | 9      |
| «Расинг Клуб де Франс» Париж     | 9      |
| «Пари Воллей» Париж              | 9      |
| «Стад Франсэ» Париж              | 8      |
| «Монпелье» Монпелье              | 8      |
| «Аньер» Аньер-сюр-Сен            | 6      |
| «Фрежюс»                         | 4      |
| «Олимпик» Булонь-Бийанкур        | 3      |
| «Стад Пуатвен» Пуатье            | 2      |
| «Амикаль Спортив» Париж          | 1      |
| БНКИ «Алжир» Алжир               | 1      |
| «ВК де Франс» Париж              | 1      |
| «Гренобль»                       | 1      |
| «Расинг» Канны                   | 1      |
| «Сен-Мюр» Сен-Мюри-Монтеймон     | 1      |
| «Шомон От-Марн» (Шомон)          | 1      |
| «Сен-Назер Атлантик» (Сен-Назер) | 1      |